# برژانی (ناحیه زنویمو)
برژانی (به چکی: Břežany) یک منطقهٔ مسکونی در جمهوری چک است که در ناحیه زنویمو واقع شده‌است. برژانی ۱۶٫۴۲ کیلومتر مربع مساحت و ۹۲۹ نفر جمعیت دارد و ۱۹۵ متر بالاتر از سطح دریا واقع شده‌است.